# Tower Place

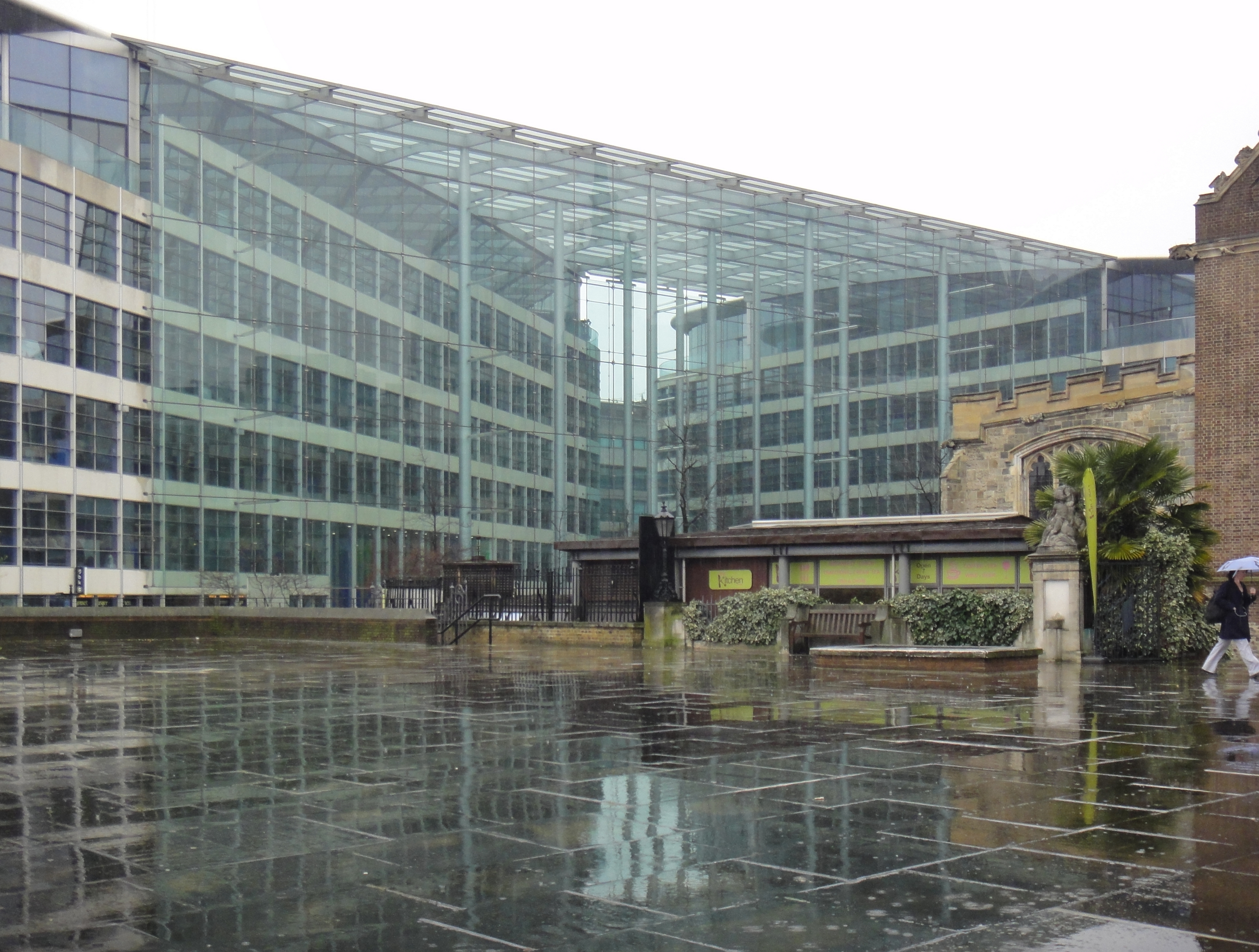
Tower Place

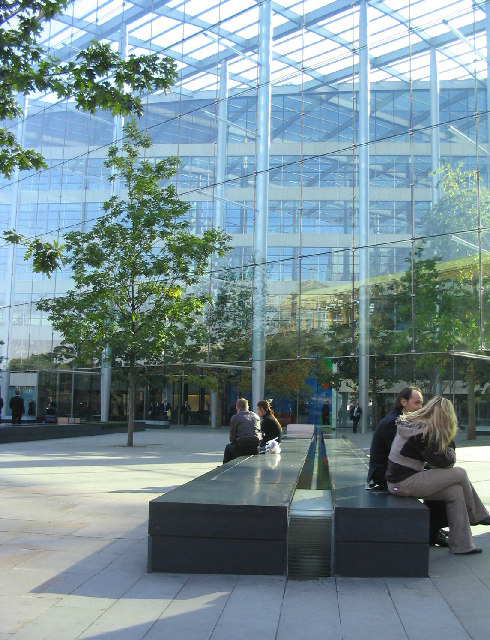
Fassade von Tower Place

Tower Place ist ein Bürogebäude auf dem Tower Hill neben dem Tower of London und All Hallows-by-the-Tower in der City of London. Das 1996 bis 2003 von Foster + Partners gebaute Gebäude besteht aus zwei dreieckigen Teilen mit je sieben Stockwerken. Die Teile sind durch ein Atrium verbunden, durch das ein englisches Public right of way verläuft.
Das Atrium ist auf Bodenniveau offen und zugänglich. Das Glasdach wird von schmalen Stahlsäulen gehalten. Über dem Erdgeschoss begrenzen sechsundzwanzig Meter hohe Glaswänden das Atrium zur Seite. Die Glaswände werden aus 2 Meter × 3,8 Meter großen Glasscheiben gebildet, die jeweils an der darüber liegenden Scheibe hängen. Die Glaswände tragen ihr eigenes Gewicht, und jede 26 Meter lange Kette wird an der Decke durch eine einzige Befestigung gehalten. Zur Aufnahme von Windkräften durch den Wind dienen zwei vorgespannte Stahlseile, die 63 Meter über die Breite des Gebäudes laufen. Damit hat das Gebäude einen der größten überdachten Glashöfe in Europa. Der Bau orientierte sich in mehreren Aspekten am Lichthof des deutschen Außenministeriums in Berlin.
Das gesamte Gebäude liegt über einem Busparkplatz, von dem aus Touristen zum Tower of London gelangen. Aufgrund der Nähe zum welterbegeschützten Tower unterlag das Gebäude zahlreichen Planungsauflagem, und die Verhandlungen mit der City of London vor dem Bau zogen sich über mehrere Jahre hin.
Die Gestaltung der öffentlichen Plätze oblag Townshend Landscape Architects. Eigentümer ist Tishman Speyer Properties. Im Tower Place befindet sich das europäische Hauptquartier des Versicherungsunternehmens Marsh & McLennan Companies. Dabei verkaufte Marsh & Mc Lennan das Gebäude an Tishman, um sofort danach einen langfristigen Leasingvertrag abzuschließen. Das Gebäude hat eine Fläche von 42.000 m². Neben den Büroflächen finden sich auch Einzelhandelsflächen im Erdgeschoss, in denen sich primär Restaurants und Imbisse für die Besucher des Towers angesiedelt haben.
Anne Mountbatten-Windsor, Princess Royal eröffnete das Gebäude im Mai 2003. Es ersetzte ein anderes 16-stöckiges Bürogebäude, das dort in den 1960ern gebaut worden war.